# Rocs de la Sàrria

Els Rocs de la Sàrria, respecte del terme d'Abella de la Conca

Els Rocs de la Sàrria és una formació rocosa situada a 1.670,7 metres d'altitud en el terme d'Abella de la Conca, de la comarca del Pallars Jussà, a la vall de Carreu, a prop del límit amb el terme municipal de Coll de Nargó, de la comarca de l'Alt Urgell.
Està situat en un dels contraforts sud-orientals de la Serra de Boumort, el que delimita les comarques anteriorment esmentades, tot i que estan decantats cap a l'interior del terme d'Abella de la Conca, respecte de la línia divisòria.

## Etimologia
La primera part del topònim correspon a un de romànic descriptiu; la segona part, Sàrria procedeix del mot comú de la mateixa forma. Segons Joan Coromines, es tracta d'un mot d'origen preromà emparentat amb el basc zare (cistell).